# Agnese Possamaiová
Agnese Possamaiová (* 17. ledna 1953) je bývalá italská atletka, jejíž hlavní disciplínou byl běh na 3000 metrů.

## Sportovní kariéra
V roce 1981 se stala halovou mistryní Evropy v běhu na 1500 metrů. O rok později v Miláně zvítězila na dvojnásobné trati. Při dalším evropském šampionátu v roce 1983 získala na této trati stříbrnou medaili. Ve stejné sezóně skončila při premiéře světového šampionátu v Helsinkách v této disciplíně šestá. Druhý titul halové mistryně Evropy v běhu na 3000 metrů vybojovala v roce 1985. V tomto roce doběhla na světovém halovém šampionátu při startu v této disciplíně na druhém místě.